# Say Goodbye Tour
 (juillet 2018).
Si vous disposez d'ouvrages ou d'articles de référence ou si vous connaissez des sites web de qualité traitant du thème abordé ici, merci de compléter l'article en donnant les références utiles à sa vérifiabilité et en les liant à la section « Notes et références ».

Say Goodbye Tour est le nom d'un DVD live du groupe de Metalcore Australien I Killed the Prom Queen. Le groupe s'est brièvement reformé spécialement pour cette tournée. Le live a été enregistré pendant leur tournée d'adieu, que le groupe a nommé le Say Goodbye Tour. Il s'agit de l'ultime production du groupe.

## Composition
- Michael Crafter - Chant
- Jona Weinhofen - Guitare
- Kevin Cameron - Guitare
- Sean Kennedy - Basse
- JJ Peters - Batterie

## Liste des morceaux
1. Sharks in Your Mouth
2. Say Goodbye
3. When Goodbye Means Forever
4. €666
5. To Kill Tomorrow
6. Never Never Land
7. My Best Wishes
8. Homicide Documentaries
9. Death Certificate of a Beauty Queen
10. The Paint Brush Killer
11. Bet it All On Black
12. Your Shirt Would Look Better With a Columbian Neck-Tie
13. Choose to Live or Die
14. Upon a Rivers Sky
15. To Be Sleeping While Still Standing
16. Pointed to My Heart